# Наумово (Вологодская область)
Наумово — деревня в Вашкинском районе Вологодской области.
Входит в состав Киснемского сельского поселения, с точки зрения административно-территориального деления — в Киснемский сельсовет.
Расстояние по автодороге до районного центра Липина Бора — 51 км, до центра муниципального образования села Троицкое — 27 км. Ближайшие населённые пункты — Берег, Домантово, Лунево, Насоново, Паршино.
По переписи 2002 года население — 8 человек.